# 青森市市バス

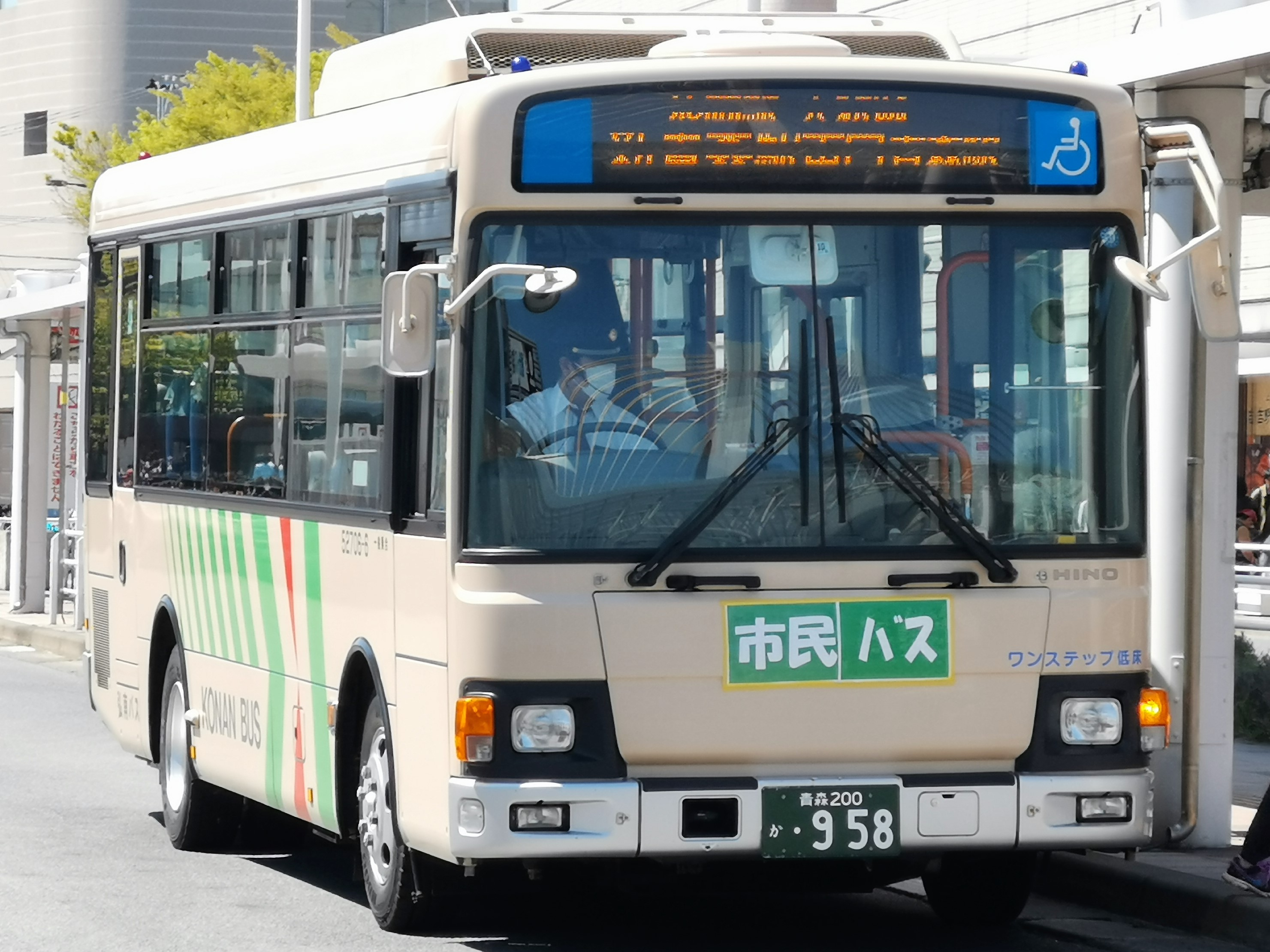
弘南バスによる浪岡線市民バス

青森市市バス（あおもりししバス）とは、青森県青森市で運行されているコミュニティバスである。いずれも青森市営バスの路線が廃止されたことによる廃止代替バスとして運行されている。かつては青森市市民バスと呼ばれていた。

## 概要
青森市営バスの利用者数は年々減少の一途をたどっており、経営が非常に厳しくなった。こうした利用者離れの要因は、路線・系統が複雑でわかりづらいものとなっていることや、郊外路線で運行便数が少ないこと、交通渋滞や積雪時の交通環境の悪化による冬期間の定時運行が困難になっていることがあげられる。その一方で、高齢化に伴い交通弱者の数が増加しており、簡単には路線廃止が許されない状況であった。
そのようななかで、平成21年10月に青森市が策定した『青森市総合都市交通戦略』の重点戦略「バス交通に関する戦略」において、市民の生活交通を守るため、現在の市民のバス利用可能圏域を維持することを前提条件とし、冬期積雪時にも遅延が少なく、市民の誰もがわかりやすく利用しやすいバス交通体系とするとともに、将来的にも持続可能なバス交通としていくための抜本的な路線再編や運営方法の見直しに着手することとした。（青森市営バスウェブページ「3 『バス路線再編について』〜持続可能で利用しやすいバス交通を目指して〜（青森市総合都市交通戦略関連資料）」より）
これに基づき、関連する各地区の住民との協議を重ね、10年ほどの計画の最初の事例として、2012年（平成24年）10月1日から、孫内線、岡町線、矢田・滝沢線の3路線で社会実験として青森市市民バスの運行が開始された。

## 沿革
- 2011年 - 青森市は、孫内、岡町、滝沢・矢田の3地区で住民懇話会を開催。
- 2012年 - 浪岡線対象地区、荒川、高田、入内・大柳辺線対象地区、青柳の各地区で住民懇話会を実施。
- 2012年10月1日 - 青森市営バス孫内線、岡町線、矢田・滝沢線の3路線を運休、その代替として各地区と青森市中心部等の間で市民バスを社会実験として運行開始。
- 2013年4月1日 - 青森市営バス孫内線、岡町線、矢田・滝沢線が廃止となり、3地区の市民バスは本格運行となる。
- 2013年10月1日 - 青森市営バス浪岡線（空港経由）、高田線、入内線、大柳辺線、青柳経由本線は運休となり、代替としてそれぞれ市民バスの運行社会実験が始まる。
- 2014年10月1日 - 青森市営バス浪岡線（大釈迦経由）は運休となり、代替として市民バスの運行社会実験が始まる。
  - 2015年以降は、青森市営バスの廃止路線はなく、新たな市民バスの運行社会実験が行われない。
- 2020年3月23日 - 青森市市民バスは「青森市市バス」と改称[1]。
- 2022年3月5日[2] - 地域連携ICカード「AOPASS」を導入[3][4]。同時に「Suica」などの全国相互利用サービスに対応した交通系ICカードが利用可能となった[3]。

## 路線

### 孫内線
- （古川 - 西滝 - 石江 - 新城駅前 - 戸門 - ）鶴ヶ坂駅前 - 鶴ヶ坂山本 - 孫内

孫内線の代替として運行。青森観光バスが運行を受託している。古川 - 孫内間と鶴ヶ坂駅前 - 孫内間の2系統。

### 岡町線
- 古川 - 駅西口通り - 沖館 - 新田 - 油川下町 - 油川小学校前 - 岡町 - 厚生病院前 - 新城駅前 - 西部営業所
- （古川 -西上古川 - 西郵便局前 - ガーラタウン前 - 木材港前 - 油川下町 - 油川中学校前 - 油川市民センター前 - ）油川中学校通り - 油川駅前 - 十三森 - 油川小学校前 - 岡町 - 厚生病院前 - 新城駅前 - 西部営業所

岡町線の代替として運行。青森観光バスが受託している。古川 - 西部営業所間、古川 - ガーラタウン - 西部営業所間、油川中学校通り - 西部営業所間の3系統。

### 矢田・滝沢線
- 青森駅前 - 古川 - 市役所前 - 堤橋 - 合浦町 - 南造道 - 県立中央病院通り - 東跨線橋 - 後萢通り - 馬屋尻 - 矢田 - 新総合運動公園前 - 三本木 - 上滝沢
- 上滝沢 → 三本木 → 新総合運動公園前 → 矢田 → 馬屋尻 → 平新田森越 → 東高校前 → 原別 → 八重田浄化センター前 → 県立中央病院前 → 県立中央病院通り → 南造道 → 合浦町 → 堤橋 → 市役所前 → 古川 → 青森駅前
- 県立中央病院前 - 県立中央病院通り - 東跨線橋 - 後萢通り - 馬屋尻 - 矢田 - 新総合運動公園前 - 三本木 - 上滝沢
- 東部営業所 - 野内駅前 - 馬屋尻 - 矢田 - 新総合運動公園前 - 三本木 - 上滝沢

以前の矢田・滝沢線の代替として、八洲交通が運行を受託している。

### 高田線、青い森病院線、入内線、大柳辺線
高田線
- 古川 - 南旭町 - 甲田中学校通り - 大野十文字 - 農協会館前 - 青森朝日放送前 - 荒川筒井通り - 高田日野 - 高田小学校前 - 高田中学校前（南旭町・荒川バイパス・高田バイパス経由）
- 古川 - 南旭町 - 甲田中学校通り - 大野十文字 - 農協会館前 - 青森朝日放送前 - 八ツ役 - 荒川十文字 - 荒川筒井 - 高田日野 - 高田教育福祉センター前 - 高田中学校前（南旭町・八ツ役・高田教育福祉センター経由）
- 古川 - 柳町通り - 中央大橋 - 大野十文字 - 荒川筒井通り - 高田日野 - 高田小学校前 - 高田中学校前（中央大橋・荒川バイパス・高田バイパス経由）
- 高田中学校前 → 高田小学校前 → 高田日野 → 荒川筒井通り → 青森朝日放送前 → 農協会館前 → シーナシーナ青森前
- 高田中学校前 → 高田小学校前 → 高田日野 → 荒川筒井 → 荒川十文字 → 農協会館前 → シーナシーナ青森前

青い森病院線
- 古川 - 柳町通り - 中央大橋 - 大野十文字 - 荒川筒井通り - 高田日野 - 高田小学校前 - 高田中学校通り - 追分 - 青い森病院前（中央大橋・荒川バイパス・高田バイパス経由）

大柳辺線
- 古川 - 南旭町 - 甲田中学校通り - 大野十文字 - 農協会館前 - 青森朝日放送前 - 荒川筒井通り - 高田日野 - 高田小学校前 - 高田中学校前 - 大柳辺入口（南旭町・荒川バイパス・高田バイパス経由）
- 古川 - 柳町通り - 中央大橋 - 大野十文字 - 荒川筒井通り - 高田日野 - 高田小学校前 - 高田中学校前 - 大柳辺入口（中央大橋・荒川バイパス・高田バイパス経由）

入内線
- 古川 - 南旭町 - 甲田中学校通り - 大野十文字 - 農協会館前 - 荒川十文字 - 荒川筒井 - 高田日野 - 高田教育福祉センター前 - 高田中学校通り - 追分 - 入内（南旭町・荒川十文字・高田教育福祉センター経由）
- 古川 - 柳町通り - 中央大橋 - 大野十文字 - 農協会館前 - 荒川十文字 - 荒川筒井 - 高田日野 - 高田教育福祉センター前 - 高田中学校通り - 追分 - 入内（中央大橋・荒川十文字・高田教育福祉センター経由）

青森観光バスが運行を受託している。

### 浪岡線
空港経由
- 青森駅前 -（アウガ前←） 古川 - 南旭町 - 甲田中学校通り - 大野十文字 - 農協会館前 - 青森朝日放送前 - 荒川筒井通り - 高田日野 - 高田小学校前 - 高田中学校通り - 追分 - 青い森病院前 - 青森空港 - 王余魚沢入口 - 羽黒平 - 浪岡事務所通り - 浪岡駅前
  - 市民バス移行後、農協会館前から青森駅までの運行ルートが変更され、新たに｢青い森病院前｣バス停に停車。

大釈迦経由
- 青森駅前 - （アウガ前←） 古川 - 西滝 - 新青森駅南口 - 三内霊園入口 - 新城駅前 - 戸門 - 鶴ヶ坂駅前 - 大釈迦北口 - 高屋敷 - 浪岡 - 浪岡駅前 - 国立青森病院 - 道の駅なみおか
  - 市営バス時代、｢新青森駅南口｣バス停と｢道の駅なみおか｣バス停は、一部の便のみの停車だった。
  - 「アウガ前」バス停は、青森駅行のみ停車。
  - 2021年4月現在、大釈迦経由の一部の便が「国立青森病院」を停車するようになっている。[5]

弘南バスが運行を受託している。市営バス時代は弘南バス青森営業所内に置かれている乗合部青森分室が運行を担当していたが、市民バス移行後は、空港経由便は黒石営業所が、大釈迦経由便は青森営業所がそれぞれ運行を担当している。

### 青柳線
- 青森駅前 - 新町二丁目 - ワシントンホテル前 - 青柳橋 - 合浦町 - 沢田橋 - 県立中央病院前

八洲交通が運行を受託している。

## その他
- 市民バス移行後は青森市営バスカードは利用できなくなった。その代替で、バスカードと同金額の紙式回数券を市民バス車内で販売している。その他の乗車券類は、引き続き使用可能となる[6]。
- 弘南バスで発売している「津軽漫遊フリーパス券」で青森市市民バス（空港経由・大釈迦経由上で弘南バス自社路線と被る）は利用できない。（2020年1月17日弘南バスHPより）
- また、上述の通り2022年3月5日から、JR東日本のSuicaシステムを利用した地域連携ICカード「AOPASS」が青森市市バスで使用可能となったが、市バス運行ルートと一部重複する他事業者の路線は事業者によって対応が異なる。
  - JRバス東北青森空港線と横内線では2021年3月27日から「Suica」を含む交通系ICカードの利用が可能となり、「AOPASS」導入後は相互利用が可能となった。更に「AOPASS」サービス開始後の2022年3月12日からは当該路線でも「AOPASS」を導入し、「AOPASS」交通ポイントの付与対象となる。
  - 十和田観光電鉄バス十和田 - 青森線でも「AOPASS」導入と同じ2022年3月5日から「Suica」「AOPASS」を含む交通系ICカードが利用可能となったが、十和田観光電鉄では2022年4月29日から「AOPASS」とは異なる地域連携ICカード「Towada SkyBlue Pass」を導入し、「AOPASS」交通ポイントの対象外となる。
  - 弘南バスは2023年2月25日[7]から、地域連携ICカード「MegoICa」を一般路線バス全線で導入でサービス開始後は「AOPASS」との相互利用が可能だが、交通ポイントは付与されない[8]。
- 一部車両では、両替機が設置されていない。両替が必要な場合は、乗務員まで申告する必要がある。